# Бабино (Бежаницкий район)
Бабино — деревня в Бежаницком районе Псковской области России. Входит в состав сельского поселения Чихачёвское.

## География
Деревня находится на востоке центральной части Псковской области, в пределах Бежаницкой возвышенности, на правом берегу реки Уды, на расстоянии примерно 22 километров (по прямой) к северу от посёлка городского типа Бежаницы, административного центра района.

### Климат
Климат характеризуется как переходный между типично морским и континентальным с повышенной влажностью.

### Часовой пояс
Деревня Бабино, как и вся Псковская область, находится в часовой зоне МСК (московское время). Смещение применяемого времени относительно UTC составляет +3:00.

## История
До 2015 года населённый пункт входил в состав ныне упразднённой Добрывичской волости.

## Население
| 2001 | 2002 | 2010 |
| ---- | ---- | ---- |
| 9    | →9   | →9   |

Согласно результатам переписи 2002 года, в национальной структуре населения русские составляли 100 %.